# Teloglabrus curvipes
Teloglabrus curvipes är en tvåvingeart som beskrevs av Feijen 1983. Teloglabrus curvipes ingår i släktet Teloglabrus och familjen Diopsidae. Inga underarter finns listade i Catalogue of Life.